# فهرست سوابق و آمارهای باشگاه فوتبال آرسنال
باشگاه فوتبال آرسنال (به انگلیسی: Arsenal Football Club) یک باشگاه فوتبال انگلیسی در شمال شهر لندن است که در سال ۱۸۸۶ در محله وول ویچ در جنوب شرق لندن شکل گرفت و در سال ۱۸۹۳ میلادی برای اولین بار از جنوب انگلستان به لیگ برتر پیوست. این تیم رکورد دارجام حذفی انگلستان با ۱۴ قهرمانی و تنها تیمی که بدون شکست قهرمان لیگ برتر انگلستان شده‌است می‌باشد. از لحاظ تعداد جام‌های رسمی آرسنال سومین تیم پرافتخار تاریخ انگلستان است. این تیم همچنین به توپچی‌های لندن ملقب است

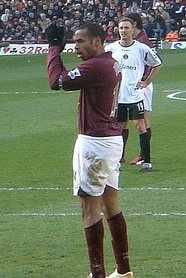
چهره مجید دریبل رو میبینید

این فهرست شامل جام‌های معتبر کسب شده توسط آرسنال، رکوردهای بازی، رکوردهای گلزنی و رکوردهای خرید و فروش بازیکنان است.

## افتخارات و دستاوردها

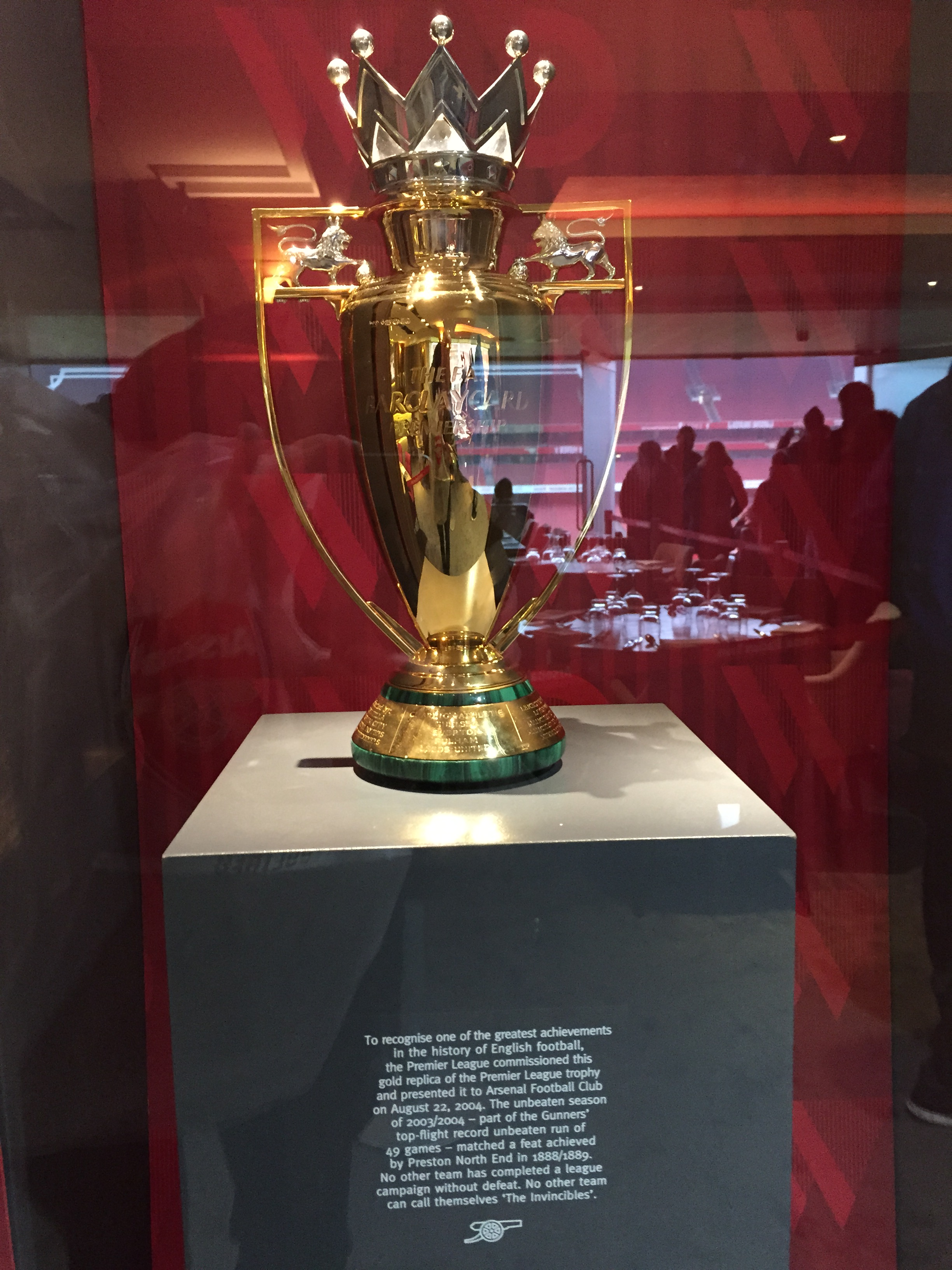
تنها جام طلایی تاریخ لیگ برتر که به افتخار قهرمانی بدون شکست آرسنال در فصل ۲۰۰۴–۲۰۰۳ به این تیم اهدا شد.

اولین جام تاریخ آرسنال در سال ۱۹۸۰ و با نام آرسنال سلطنتی یا رویال آرسنال بود. جام کنت جونیور که توسط بازیکنان ذخیره رویال آرسنال به دست آمد، اولین جام باشگاه بود. اولین جام برای تیم اول و بزرگسالان در سه هفته بعد، زمانی که آنها جام بزرگسالان کنت جونیور را بردند، به دست آمد.
اولین افتخار بزرگ ملی آرسنال در سال ۱۹۳۰ و با بردن جام حذفی بود. این باشگاه در دهه ۱۹۳۰ موفقیت بیشتری کسب کرد و یک جام حذفی دیگر و پنج قهرمانی لیگ دسته اول فوتبال انگلیس (که در حال حاضر با عنوان لیگ برتر انگلیس شناخته می‌شود) را به دست آورد.
آرسنال اولین قهرمانی همزمان خود در لیگ و جام حذفی (موسوم به دبل) را در فصل ۱۹۷۱–۱۹۷۰ کسب کرد و دو بار این موفقیت را در فصل‌های ۱۹۹۸–۱۹۹۷ و ۲۰۰۲–۲۰۰۱ تکرار کرد. همچنین در فصل ۱۹۹۳–۱۹۹۲ همزمان در جام حذفی و جام در جام اروپا قهرمان شد.
در فصل ۲۰۰۴–۲۰۰۳ آرسنال بدون حتی یک شکست در لیگ برتر قهرمان شد، عنوانی که قبلاً فقط یک بار توسط پرستون نورث اند در فصل ۱۸۸۹–۱۸۸۸ به دست آمده بود. البته پریستون نورث اند فقط در ۲۲ بازی توانست این افتخار را ثبت کند. (در مقایسه با ۳۸ بازی بدون شکست آرسنال)
برای تجلیل از این افتخار بزرگ یک نسخه طلایی ویژه از جام لیگ برتر ساخته شد و در فصل بعد به باشگاه آرسنال ارائه شد تا اولین و تنها جام طلایی تاریخ لیگ برتر انگلیس به آرسنال اختصاص داشته باشد.
آخرین افتخار و جام آرسنال قهرمانی در جام خیریه ۲۰۲۳ بود که توپچی‌ها توانستند در ضربات پنالتی ۴ بر ۱ منچستر سیتی را شکست دهند تا برای هفدمین بار کامیونیتی شیلد را فتح کنند.
فهرست کامل افتخارات آرسنال
افتخارات داخلی
• لیگ دسته اول انگلستان (تا ۱۹۹۲) و لیگ برتر انگلستان
قهرمانی (۱۳): ۳۱–۱۹۳۰، ۳۳–۱۹۳۲، ۳۴–۱۹۳۳، ۳۵–۱۹۳۴، ۳۸–۱۹۳۷، ۴۸–۱۹۴۷، ۵۳–۱۹۵۲، ۷۱–۱۹۷۰، ۸۹–۱۹۸۸، ۹۱–۱۹۹۰، ۹۸–۱۹۹۷، ۰۲–۲۰۰۱، ۰۴–۲۰۰۳
• جام حذفی انگلستان
قهرمانی(۱۴): ۱۹۳۰، ۱۹۳۶، ۱۹۵۰، ۱۹۷۱، ۱۹۷۹، ۱۹۹۳، ۱۹۹۸٬۲۰۰۲، ۲۰۰۳، ۲۰۰۵، ۲۰۱۴، ۲۰۱۵ و ۲۰۱۷ و ۲۰۲۰
• کارلینگ کاپ (جام اتحادیه)
قهرمانی (۲): ۱۹۸۷، ۱۹۹۳
• جام خیریه انگلستان
قهرمانی (۱۷): ۱۹۳۰، ۱۹۳۱، ۱۹۳۳، ۱۹۳۴، ۱۹۳۸، ۱۹۴۸ ،۱۹۵۳، ۱۹۹۱ (مشترک)، ۱۹۹۸، ۱۹۹۹، ۲۰۰۴
۲۰۱۴، ۲۰۱۵، ۲۰۱۷، ۲۰۲۰، ۲۰۲۳
افتخارات اروپایی
• جام برندگان جام اروپا
قهرمانی (۱): ۹۴–۱۹۹۳
• اینتر-سیتیز فیرز کاپ
قهرمانی (۱): ۷۰–۱۹۶۹
لیگ قهرمانان اروپا(نایب قهرمانی)(۱): ۲۰۰۶
لیگ اروپا(نایب قهرمانی)(۲): ۲۰۰۰، ۲۰۱۹

## رکوردهای بازیکنان

### رکوردهای مربوط به حضور بازیکنان
- بیشترین حضور در لیگ: دیوید اولری، ۵۵۸ بازی
- بیشترین حضور در جام حذفی: دیوید اولری، ۷۰ بازی
- بیشترین حضور در جام اتحادیه: دیوید اولری، ۷۰ بازی
- بیشترین حضور در رقابت‌های اروپایی: تیری هانری، ۸۶ بازی
- جوانترین بازیکن تیم اصلی: سسک فابرگاس، ۱۶ سال، ۱۷۷ روز (در مقابل روترهام یونایتد، مرحله سوم جام اتحادیه، ۲۸ اکتبر ۲۰۰۳)
- مسن‌ترین بازیکن تیم اصلی: جوک رادرفورد، ۴۱ سال و ۱۵۹ روز (در مقابل منچستر سیتی، لیگ برتر، ۲۰ مارس ۱۹۲۶)
- بیشترین حضور متوالی در ترکیب: تام پارکر، ۱۷۲ بار (از ۳ آوریل ۱۹۲۶ تا ۲۶ دسامبر ۱۹۲۹)

#### جدول بیشترین حضور در تمامی رقابت‌ها
(اعداد داخل پرانتز نشان دهنده تعداد گل زده می‌باشد)
| رتبه | بازیکن          | سال       | تعداد بازی در لیگ | تعداد بازی در جام حذفی | تعداد بازی در جام اتحادیه | تعداد بازی در رقابت‌های اروپایی | دیگر رقابت‌ها | مجموع     |
| ---- | --------------- | --------- | ----------------- | ---------------------- | ------------------------- | ------------------------------ | ------------ | --------- |
| ۱    | دیوید اویلری    | 1975–1993 | ۵۵8 (11)          | ۷0 (1)                 | ۷0 (2)                    | ۲1 (0)                         | 3 (0)        | ۷۲۲ (۱۴)  |
| ۲    | تونی آدامز      | ۱۹۸۳–۲۰۰۲ | ۵۰4 (32)          | ۵4 (8)                 | ۵9 (5)                    | ۴8 (3)                         | 4 (0)        | ۶۶۹ (۴۸)  |
| ۳    | جورج آرمسترانگ  | ۱۹۶۱–۱۹۷۷ | ۵۰0 (53)          | ۶0 (10)                | ۳5 (3)                    | ۲6 (2)                         | 0 (0)        | ۶۲۱ (۶۸)  |
| ۳    | لی دیکسون       | ۱۹۸۸–۲۰۰۲ | ۴۵8 (25)          | ۵4 (1)                 | ۴5 (0)                    | ۵7 (2)                         | 5 (0)        | ۶۱۹ (۲۸)  |
| ۵    | نایجل وینتربورن | ۱۹۸۷–۲۰۰۰ | ۴۴0 (8)           | ۴7 (0)                 | ۴9 (3)                    | ۴3 (1)                         | 5 (0)        | ۵۸۴ (۱۲)  |
| ۶    | دیوید سیمن      | ۱۹۹۰–۲۰۰۳ | ۴۰5 (0)           | ۴8 (0)                 | ۳8 (0)                    | ۶9 (0)                         | 4 (0)        | ۵۶۴ (۰)   |
| ۷    | پت رایس         | ۱۹۶۴–۱۹۸۰ | ۳۹7 (12)          | ۶7 (1)                 | ۳6 (0)                    | ۲7 (0)                         | 1 (0)        | ۵۲۸ (۱۳)  |
| ۸    | پیتر استوری     | ۱۹۶۵–۱۹۷۷ | ۳۹1 (9)           | ۵1 (4)                 | ۳7 (2)                    | ۲2 (2)                         | 0 (0)        | ۵۰۱ (۱۷)  |
| ۹    | جان رادفورد     | ۱۹۶۴–۱۹۷۶ | ۳۷9 (111)         | ۴4 (15)                | ۳4 (12)                   | ۲4 (11)                        | 0 (0)        | ۴۸۱ (۱۴۹) |
| ۱۰   | پیتر سیمپسون    | ۱۹۶۴–۱۹۷۸ | ۳۷0 (10)          | ۵3 (1)                 | ۳3 (3)                    | ۲1 (1)                         | 0 (0)        | ۴۷۷ (۱۵)  |

### رکوردهای گلزنان
- بیشترین گل زده در یک فصل: تد دریک، ۴۴ گل (در فصل ۱۹۳۵–۱۹۳۴)
- بیشترین گل زده لیگ در یک فصل: تد دریک، ۴۲ گل در لیگ دسته اول، ۱۹۳۵–۱۹۳۴
- بیشترین گل در یک فصل لیگ (۳۸ بازی): تیری آنری، ۳۰ گل (در لیگ برتر، ۲۰۰۴–۲۰۰۳)، رابین ون پرسی، ۳۰ گل (در لیگ برتر، ۲۰۱۲–۲۰۱۱)
- بیشترین گل در یک مسابقه: تد دریک، ۷ گل (در برابر استون ویلا، دسته اول، ۱۴ دسامبر ۱۹۳۵)
- جوانترین گلزن: سسک فابرگاس، ۱۶ سال و ۲۱۲ روز (در مقابل ولورهمپتون، دور چهارم جام اتحادیه، ۲ دسامبر ۲۰۰۳)
- جوانترین هت تریک کننده: جان رادفورد، ۱۷ سال و ۳۱۵ روز (در مقابل ولورهمپتون واندررز، دسته اول، ۲ ژانویه ۱۹۶۵)
- مسن‌ترین گلزن: جوک رادرفورد، ۳۹ سال و ۳۵۲ روز (در مقابل شفیلد یونایتد، دسته اول، ۲۰ سپتامبر ۱۹۲۴)

برترین گلزنان
تیری آنری بهترین گلزن تاریخ آرسنال است. او رکورد هشت سال قبل یان رایت را پس از زدن دو گل در یک بازی اروپایی مقابل اسپارتاپراگ در اکتبر ۲۰۰۵ شکست. هانری برای هفت فصل متوالی، از ۲۰۰۰–۱۹۹۹ تا ۲۰۰۶–۲۰۰۵، بهترین گلزن آرسنال بود.
جدول بهترین گلزنان تاریخ آرسنال
| رتبه | بازیکن        | سال            | لیگ       | جام حذفی | جام اتحادیه | رقابت‌های اروپایی | دیگر رقابت‌ها | مجموع     |
| ---- | ------------- | -------------- | --------- | -------- | ----------- | ---------------- | ------------ | --------- |
| ۱    | تیری آنری     | 1999–2007 2012 | ۱۷۵ (۲۵۸) | 0۸ (۲۶)  | 0۲ 0(۳)     | ۴۲ (۸۶)          | ۱ (۴)        | ۲۲۸ (۳۷۷) |
| ۲    | ایان رایت     | ۱۹۹۱–۱۹۹۸      | ۱۲۸ (۲۲۱) | ۱۲ (۱۶)  | ۲۹ (۲۹)     | ۱۵ (۲۱)          | ۱ (۱)        | ۱۸۵ (۲۸۸) |
| ۳    | کلیف باستین   | ۱۹۲۹–۱۹۴۷      | ۱۵۰ (۳۵۰) | ۲۶ (۴۲)  | 0۰ 0(۰)     | 0۰ 0(۰)          | ۲ (۴)        | ۱۷۸ (۳۹۶) |
| ۴    | جان رادفورد   | ۱۹۶۴–۱۹۷۶      | ۱۱۱ (۳۷۹) | ۱۵ (۴۴)  | ۱۲ (۳۴)     | ۱۱ (۲۴)          | ۰ (۰)        | ۱۴۹ (۴۸۱) |
| ۵    | جیمی براین    | ۱۹۲۳–۱۹۳۱      | ۱۲۵ (۲۰۴) | ۱۴ (۲۷)  | 0۰ 0(۰)     | 0۰ 0(۰)          | ۰ (۱)        | ۱۳۹ (۲۳۲) |
| ۵    | تد دریک       | ۱۹۳۴–۱۹۴۵      | ۱۲۴ (۱۶۸) | ۱۲ (۱۴)  | 0۰ 0(۰)     | 0۰ 0(۰)          | ۳ (۲)        | ۱۳۹ (۱۸۴) |
| ۷    | دوگ لیشمن     | ۱۹۴۸–۱۹۵۶      | ۱۲۵ (۲۲۶) | ۱۰ (۱۷)  | 0۰ 0(۰)     | 0۰ 0(۰)          | ۲ (۱)        | ۱۳۷ (۲۴۴) |
| ۸    | رابین فن پرسی | ۲۰۰۴–۲۰۱۲      | 0۹۶ (۱۹۳) | ۱۰ (۱۷)  | 0۶ (۱۲)     | ۲۰ (۵۳)          | ۰ (۲)        | ۱۳۲ (۲۷۸) |
| ۹    | جو هولمه      | ۱۹۲۶–۱۹۳۸      | ۱۰۷ (۳۳۳) | ۱۷ (۳۹)  | 0۰ 0(۰)     | 0۰ 0(۰)          | ۱ (۲)        | ۱۲۵ (۳۷۴) |
| ۱۰   | دیوید جک      | ۱۹۲۸–۱۹۳۴      | ۱۱۳ (۱۸۱) | ۱۰ (۲۵)  | 0۰ 0(۰)     | 0۰ 0(۰)          | ۱ (۲)        | ۱۲۴ (۲۰۸) |

### رکوردهای مربوط به نقل و انتقالات با توجه به مبلغ پرداخت شده

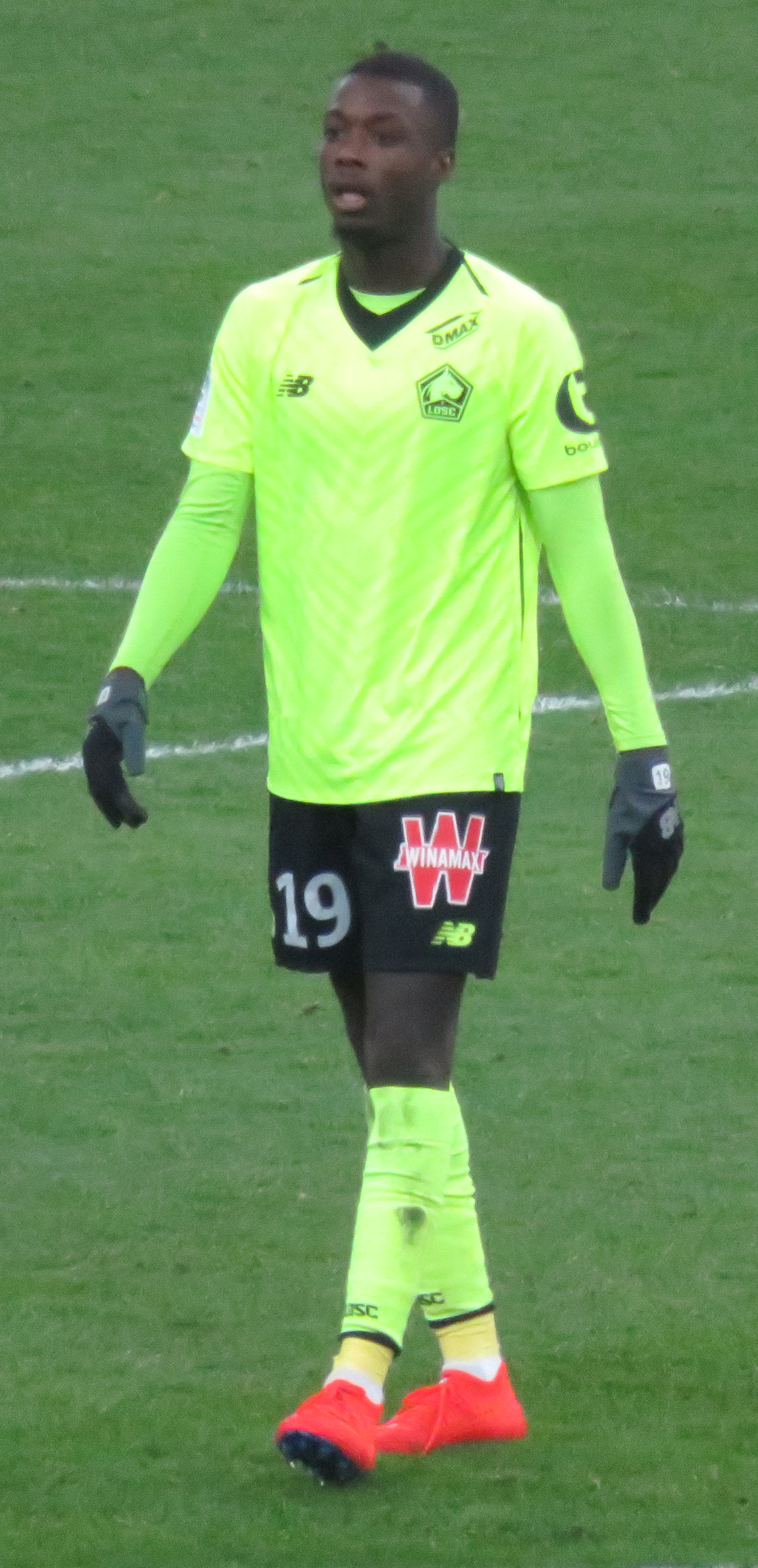
نیکلاس پپه گران‌قیمت‌ترین خرید تاریخ آرسنال

جدول گران‌قیمت‌ترین خریدهای تاریخ آرسنال
| رتبه | ارزش  | انتقال از              | نام بازیکن          | تاریخ          |
| ---- | ----- | ---------------------- | ------------------- | -------------- |
| ۱    | £100m | وستهام یونایتد         | دکلان رایس          | ۱۵ July ۲۰۲۳   |
| 2    | £72m  | لیل                    | نیکلاس پپه          | ۱ اوت ۲۰۱۹     |
| 3    | £56m  | بروسیا دورتموند        | پیر امریک اوبامیانگ | ۳۱ ژانویه ۲۰۱۸ |
| 4    | £50m  | برایتون اند هوو آلبیون | بنجامین وایت        | ۳۰ ژوئیه ۲۰۲۱  |
| 5    | £45m  | اتلتیکو مادرید         | توماس پارتی         | ۵ اکتبر ۲۰۲۰   |
| 6    | £45m  | المپیک لیون            | الکساندر لاکازت     | ۵ ژوئیه ۲۰۱۷   |

جدول گران‌قیمت‌ترین فروش‌های تاریخ آرسنال
| ۱ | £40m | آاس موناکو      | فولارین بالوگان      | ---           |  | [ ۱ ] |  |  |  |  |
| ۱ | £40m | لیورپول         | الکس اوکسلید چمبرلین | ۳۱ اوت ۲۰۱۷   |  | [ ۲ ] |  |  |  |  |
| 2 | £35m | بارسلونا        | سسک فابرگاس          | ۱۵ اوت ۲۰۱۱   |  | [ ۳ ] |  |  |  |  |
| 3 | £35m | اورتون          | الکس ایووبی          | ۸ اوت ۲۰۱۹    |  | [ ۴ ] |  |  |  |  |
| ۴ | £25m | بارسلونا        | مارک اوورمارس        | ۲۸ ژوئیه ۲۰۰۰ |  | [ ۱ ] |  |  |  |  |
| ۴ | £25m | منچسترسیتی      | امانوئل آدبایور      | ۱۹ ژوئیه ۲۰۰۹ |  | [ ۲ ] |  |  |  |  |
| ۴ | £25m | نیوکاسل یونایتد | جو ویلوک             | ۱۳ اوت ۲۰۲۱   |  |       |  |  |  |  |

## سوابق مربیان و مدیران
- اولین سرمربی تمام وقت: توماس میچل از مارس ۱۸۹۷ تا ۱۸۹۸ مربیگری آرسنال را برعهده داشت.
- طولانی‌ترین دوران مربیگری: آرسن ونگر - ۲۱ سال و ۲۲۴ روز (۱ اکتبر ۱۹۹۶ تا ۱۳ مه ۲۰۱۸)

کوتاه‌ترین دوره تصدی به عنوان مدیر: پت رایس – ۲ هفته و ۳ روز (۱۳ سپتامبر ۱۹۹۶ تا ۳۰ سپتامبر ۱۹۹۶)
بالاترین درصد برد: پت رایس، ۷۵٫۰۰٪
کمترین درصد برد: استیو برتنشاو، ۲۷٫۲۷٪

## رکوردهای باشگاه
آمار اولین بازی‌های آرسنال
اولین بازی تاریخ بازی آرسنال: ایسترن واندررز ۰–۷ رویال آرسنال، دوستانه، ۱۱ دسامبر ۱۸۸۶
- اولین مسابقه جام حذفی: رویال آرسنال ۱۱–۰ لینهرست، مرحله اول مقدماتی، ۵ اکتبر ۱۸۸۹
- اولین مسابقه لیگ فوتبال: وولویچ آرسنال ۲–۲ نیوکاسل یونایتد، دسته دوم، ۲ سپتامبر ۱۸۹۳
- اولین بازی لیگ برتر: نیوکاسل یونایتد-۳–۰-وولویچ آرسنال، ۳ نوامبر ۱۹۰۴
- اولین بازی در هایبری: وولویچ آرسنال ۲–۱ لستر فوسه، دسته دوم، ۶ سپتامبر ۱۹۱۳
- اولین بازی جام اتحادیه: آرسنال ۱–۱ گیلینگهام، دور دوم، ۱۳ سپتامبر ۱۹۶۶
- اولین بازی اروپایی: Stævnet (کپنهاگ XI) 1–7 آرسنال، جام اینتر سیتیز فیرز کاپ دوره اول، ۲۵ سپتامبر ۱۹۶۳
- اولین بازی خانگی در ورزشگاه ومبلی: آرسنال ۲–۱ پاناتینایکوس، مرحله گروهی لیگ قهرمانان اروپا، ۳۰ سپتامبر ۱۹۹۸
- اولین بازی در ورزشگاه امارات: آرسنال ۲–۱ آژاکس، مسابقه خداحافظی دنیس برگکمپ، ۲۲ ژوئیه ۲۰۰۶

آمار بردها
- بهترین پیروزی در لیگ برتر: ۱۲–۰ در برابر لافبورو، دسته دوم، ۱۲ مارس ۱۹۰۰
- بهترین برد جام حذفی: ۱۲–۰ در برابر اشفورد یونایتد، مرحله اول مقدماتی، ۱۴ اکتبر ۱۸۹۳
- بهترین برد جام اتحادیه: ۷–۰ مقابل لیدز یونایتد، دور دوم، ۴ سپتامبر ۱۹۷۹
- بهترین برد اروپایی: ۷–۰ مقابل استاندارد لیژ، دور دوم جام برندگان جام یوفا، ۳ نوامبر ۱۹۹۳
- ۷–۰ مقابل اسلاویا پراگ، مرحله گروهی لیگ قهرمانان اروپا، ۲۳ اکتبر ۲۰۰۷

آمار باخت‌ها
- بدترین شکست در لیگ برتر: ۰–۸ مقابل لافبورو، دسته دوم، ۱۲ دسامبر ۱۸۹۶
- بدترین شکست در جام حذفی:

۰–۶ در برابر ساندرلند، دور اول، ۲۱ ژانویه ۱۸۹۳
۰–۶ در برابر دربی کانتی،
دور اول، ۲۸ ژانویه ۱۸۸۹
۰–۶ مقابل وست هم یونایتد، دور سوم، ۵ ژانویه ۱۹۴۶
- بدترین شکست در جام اتحادیه: ۰–۵ مقابل چلسی، دور چهارم، ۱۱ نوامبر ۱۹۹۸
- بدترین شکست در رقابت‌های اروپایی:

۰–۴ در برابر میلان، مرحله یک‌هشتم نهایی لیگ قهرمانان اروپا، ۱۵ فوریه ۲۰۱۲
۱–۵ در برابر بایرن مونیخ، مرحله گروهی لیگ قهرمانان اروپا، ۴ نوامبر ۲۰۱۵
۱–۵ در برابر بایرن مونیخ، لیگ قهرمانان اروپا یک‌هشتم نهایی، ۱۵ فوریه ۲۰۱۷
۱–۵ در برابر بایرن مونیخ، لیگ قهرمانان اروپا، یک‌هشتم نهایی، ۷ مارس ۲۰۱۷
رکورد نتایج متوالی
آرسنال دارای چندین رکورد فوتبال انگلیس از جمله طولانی‌ترین دوره شکست ناپذیری در لیگ برتر با ۴۹ بازی بدون باخت است. آرسنال در تمام ۵۵ بازی لیگ از ۱۹ می ۲۰۰۱ تا ۳۰ نوامبر ۲۰۰۲ گلزنی کرد و این باشگاه همچنین طولانی‌ترین دوره بدون باخت خارج از خانه را در لیگ برتر را دارد. ۲۷ بازی، از ۵ آوریل ۲۰۰۳ تا ۲۵ سپتامبر ۲۰۰۴.
- رکورد بردهای متوالی در لیگ دسته اول: ۱۴ برد، از ۱۲ سپتامبر ۱۹۸۷ تا ۱۱ نوامبر ۱۹۸۷.
- رکورد بردهای متوالی در لیگ برتر: ۱۴ برد، از ۱۰ فوریه ۲۰۰۲ تا ۱۸ اوت ۲۰۰۲.
- رکورد شکست‌های متوالی: ۸ شکست، از ۱۲ فوریه ۱۹۷۷ تا ۱۲ مارس ۱۹۷۷
- رکورد شکست‌های متوالی در لیگ برتر: ۷ شکست، از ۱۲ فوریه ۱۹۷۷ تا ۱۲ مارس ۱۹۷۷
- رکورد تساوی متوالی در لیگ برتر: ۶ تساوی، از ۳ مارس ۱۹۶۱ تا ۱ آوریل ۱۹۶۱.
- رکورد بازی‌های متوالی بدون شکست: ۲۸ بازی، از ۹ آوریل ۲۰۰۷ تا ۲۴ نوامبر ۲۰۰۷
- رکورد بازی‌های متوالی در لیگ بدون شکست: ۴۹ بازی، از ۷ مه ۲۰۰۳ تا ۱۶ اکتبر ۲۰۰۴
- رکورد بازی‌های متوالی بدون برد: ۱۹ بازی، از ۲۸ سپتامبر ۱۹۱۲ تا ۱۵ ژانویه ۱۹۱۳
- رکورد بازی‌های متوالی در لیگ بدون برد: ۲۳ بازی، از ۲۸ سپتامبر ۱۹۱۲ تا ۱ مارس ۱۹۱۳
- رکورد امتیازگیری در بازی‌های متوالی لیگ: ۵۵ بازی متوالی همراه با امتیاز، ۱۹ مه ۲۰۰۱ تا ۳۰ نوامبر ۲۰۰۲
- رکورد بازی‌های خارج از خانه متوالی لیگ بدون شکست: ۲۷ بازی، ۵ آوریل ۲۰۰۳ تا ۲۵ سپتامبر ۲۰۰۴

رکوردهای مربوط به گل زده و گل خورده
- بیشترین گل زده لیگ در یک فصل: ۱۲۷ گل در ۴۲ بازی، دسته اول، ۱۹۳۱–۱۹۳۰
- کمترین گل زده لیگ در یک فصل: ۲۶ گل در ۳۸ بازی، دسته اول، ۱۹۱۳–۱۹۱۲
- بیشترین گل خورده لیگ در یک فصل: ۸۶ گل در ۴۲ بازی، دسته اول، ۱۹۲۷–۱۹۲۶ و ۱۹۲۸–۱۹۲۷
- کمترین گل خورده لیگ در یک فصل: ۱۷ گل در ۳۸ بازی، لیگ برتر، ۱۹۹۹–۱۹۹۸

رکوردهای مربوط به امتیازگیری
- بیشترین امتیاز در یک فصل لیگ:

(دو امتیاز برای هر برد): ۶۶ امتیاز در ۴۲ مسابقه، دسته اول، ۱۹۳۱–۱۹۳۰
(سه امتیاز برای هر برد): ۹۰ امتیاز در ۳۸ بازی، لیگ برتر، ۲۰۰۴–۲۰۰۳
- کمترین امتیاز در یک فصل لیگ:

(دو امتیاز برای هر برد): ۱۸ امتیاز در ۳۸ مسابقه، دسته اول، ۱۹۱۳–۱۹۱۲
(سه امتیاز برای هر برد): ۵۱ امتیاز در ۴۲ مسابقه، لیگ برتر، ۱۹۹۵–۱۹۹۴
آمارهای مربوط به تماشاگران
این بخش آمار تماشگران در هایبری، جایی که آرسنال بازی‌های خانگی خود را از سال ۱۹۱۳ تا ۲۰۰۶ انجام می‌داد، ورزشگاه امارات ورزشگاه فعلی باشگاه، و ورزشگاه ومبلی که به عنوان خانه آرسنال در لیگ قهرمانان اروپا در طول فصل‌های ۱۹۹۹–۱۹۹۸ و ۲۰۰۰–۱۹۹۹ استفاده می‌شد، را نشان می‌دهد.
آمار حضور آرسنال از زمان انتقال به ورزشگاه امارات با بلیط‌های فروخته شده سنجیده شده‌است.
- بیشترین تعداد تماشاگر در هایبری: ۷۳۲۹۵ نفر، مقابل ساندرلند، دسته اول، ۹ مارس ۱۹۳۵
- کمترین تعداد تماشاگر در هایبری: ۴۵۵۴ نفر، مقابل لیدز یونایتد، دسته اول، ۵ می ۱۹۶۶
- بیشترین تعداد تماشاگر در ورزشگاه امارات: ۶۰۳۸۳ نفر مقابل ولورهمپتون واندررز، لیگ برتر، ۲ نوامبر ۲۰۱۹
- کمترین تعداد تماشاگر در ورزشگاه امارات: ۲۵۹۰۹ نفر، مقابل باته بوریسف، مرحله گروهی لیگ اروپا، ۷ دسامبر ۲۰۱۷
- بیشترین تعداد تماشاگر در ورزشگاه ومبلی: ۷۳۷۰۷ نفر، در مقابل لنز، مرحله گروهی لیگ قهرمانان اروپا، ۲۵ نوامبر ۱۹۹۸
- کمترین تعداد تماشاگر در ورزشگاه ومبلی: ۷۱۲۲۷ نفر، مقابل AIK، مرحله گروهی لیگ قهرمانان اروپا، ۲۲ سپتامبر ۱۹۹۹
- در ۱۷ ژانویه ۱۹۴۸، ۸۳۲۶۰ تماشاگر در لیگ بازی منچستریونایتد با آرسنال را در ماین رود تماشا کردند که یک رکورد محسوب می‌شود. هر سه بازی با بیشترین تماشاگر در لیگ دسته اول در بازی‌های آرسنال رخ داده‌است.

## آمار رقابت‌های اروپایی
آرسنال دو افتخار اروپایی را به دست آورده‌است:
جام اینتر سیتیز فیرز کاپ در سال ۱۹۷۰ و جام برندگان جام اروپا در سال ۱۹۹۴.
آنها همچنین به فینال جام یوفا در سال ۲۰۰۰ و لیگ اروپا در ۲۰۱۹ رسیدند و اولین تیم لندنی بودند که در فینال لیگ قهرمانان اروپا حضور داشتند. (در سال ۲۰۰۶)
با وجود اینکه آرسنال هرگز قهرمان لیگ قهرمانان اروپا نشده‌است، رکوردهای زیادی در این رقابت‌ها به ثبت رسانده‌است. بین فصل‌های ۹۹–۱۹۹۸ و ۱۷–۲۰۱۶، آنها در نوزده دوره متوالی در لیگ قهرمانان اروپا شرکت کردند، رکوردی که تنها در اروپا توسط رئال مادرید شکسته شد.
ینس لمن، دروازه‌بان آرسنال، ده‌ها بازی متوالی دروازه آرسنال را در آستانه اولین فینال لیگ قهرمانان اروپا برای آرسنال بسته نگه داشت و ۹۹۵ دقیقه کلین شیت کرد.
آرسنال همچنین اولین تیم بریتانیایی بود که رئال مادرید و بروسیا دورتموند را خارج از خانه شکست داد و هر دو تیم میلانی: اینترمیلان و آث میلان را در سن سیرو شکست داد. آنها همچنین اولین تیم بریتانیایی بودند که در خارج از خانه مقابل یوونتوس پیروز شدند.
تیری آنری با ۸۶ بازی رکورددار بیشترین بازی اروپایی در باشگاه است و با ۴۲ گل رکورددار گلزن این باشگاه در رقابت‌های اروپایی است.

## رکوردهای جهانی
در آگوست سال ۱۹۲۸، آرسنال، در کنار چلسی، با تبدیل شدن به اولین باشگاه‌های فوتبالی که پیراهن‌های شماره دار را پوشیدند، تاریخ ساز شد.
یک سال قبل از آن، اولین تفسیر زنده رادیویی یک مسابقه فوتبال در تاریخ بین آرسنال و شفیلد یونایتد انجام شد.
آرسنال در سال ۱۹۳۷ در اولین بازی پخش زنده تاریخ از تلویزیون مقابل همتایان ذخیره خود بازی کرد و بعد از آن در اولین بازی فوتبال زنده سه بعدی و تعاملی جهان، با منچستریونایتد بازی کرد.